# Zádveřice-Raková
Zádveřice-Raková est une commune du district de Zlín, dans la région de Zlín, en Tchéquie. est une commune du district et de la région de Zlín, en Tchéquie. Sa population s'élevait à 1 479 habitants en 2020.

## Géographie
Zádveřice-Raková se trouve à 4 km à l'ouest-sud-ouest par Vizovice, à 11 km à l'est de Zlín, à 88 km à l'est de Brno et à 261 km au sud-est de Prague.
La commune est limitée par Slušovice au nord, par Vizovice à l'est, par Horní Lhota au sud, par Lípa et Veselá à l'ouest.

## Histoire
La première mention écrite du village date de 1261.

## Administration
La commune se compose de deux quartiers :
- Raková
- Zádveřice

## Transports
Par la route, Zádveřice-Raková se trouve à 12 km de Zlín, à 107 km de Brno et à 313 km de Prague.